# Bernardo Kucinski
Bernardo Kucinski (São Paulo, 1937) é um jornalista, escritor, cientista político brasileiro e professor aposentado Universidade de São Paulo. Publicou os romances  K. : Relato de uma Busca (2011), Pretérito imperfeito (2017), A nova ordem (2019) e Julia: nos campos conflagrados do Senhor (2020). Ganhou o Prêmio Jabuti de Literatura em 1997 e foi finalista dos prêmios São Paulo de Literatura e Portugal Telecom de 2012. É considerado hoje um dos principais nomes da autoficção e da prosa contemporânea brasileira.
Em 2018, recebeu o Prêmio Jornalístico Vladimir Herzog, destinado à "estimular jornalistas e artistas do traço a tratarem do tema da Anistia e dos Direitos Humanos".

## Biografia
Possui graduação em física pela Universidade de São Paulo (1968). Em 1974 sua irmã, Ana Rosa Kucinski, professora do departamento de Química da USP, integrante da ALN (Aliança Libertadora Nacional), foi presa pela ditadura e morta. Bernardo foi militante estudantil durante o regime militar, foi preso e exilado. Retornou e entrou para os quadros da USP na Escola de Comunicações e Artes da Universidade de São Paulo em 1986. Em 1991, obteve grau de doutor em Ciências da Comunicação pela USP com tese sobre a imprensa alternativa no Brasil entre 1964 e 1980. Ganhou o Prêmio Jabuti de Literatura em 1997. No período de fevereiro de 2003 a junho de 2006 foi Assessor Especial da Secretaria de Comunicação Social (SECOM), da Presidência da República. Aposentou-se como professor titular da Universidade de São Paulo, junto à Escola de Comunicações e Artes – Departamento de Jornalismo e Editoração.
Devido ao regime militar que havia se instalado no país, mudou-se para a Inglaterra após participar do mapeamento da tortura no Brasil, em duas reportagens publicadas na Veja. Em Londres, entre 1971 e 1974, foi produtor e locutor da BBC, correspondente de Opinião e depois da Gazeta Mercantil, dedicando-se ao aprofundamento de sua formação em economia. De volta ao Brasil em 1974, participou da fundação dos jornais alternativos Movimento e Em Tempo (do qual foi o primeiro editor, em 1977). A partir de então, trabalhou como editor de commodities da Gazeta Mercantil e foi correspondente do jornal The Guardian, da revista Euromoney, e do boletim Latin America Political Report, todos periódicos londrinos, e de Lagniappe Letter, newsletter novaiorquina, além de produzir cadernos especiais para a revista Exame. Também participou da revista Ciência Hoje, da SBPC (Sociedade Brasileira Para o Progresso da Ciência).
Em 1986 entrou para os quadros da USP, como professor da Escola de Comunicações e Artes. Em 1991, apresentou sua tese de doutoramento, Jornalistas e Revolucionários – Nos tempos da imprensa alternativa, um estudo mapeando cerca de 150 periódicos surgidos entre 1964 e 1980. Em 1997 ganhou o Prêmio Jabuti de Literatura com o livro Jornalismo Econômico (1996), resultado de sua tese de livre-docência e do pós-doutorado realizado em Londres. As Cartas Ácidas eram pequenos relatórios diários a partir da leitura crítica da mídia e enviadas para o candidato à Presidência da República em 1998, Luiz Inácio Lula da Silva. Entre 2002 e 2006, assumiu o cargo de assessor especial da Secretaria de Comunicação Social da Presidência da República.
Sua estreia na ficção, com o livro K. - Relato de uma Busca, com ilustrações feitas por Enio Squeff, possibilitou-lhe chegar como finalista dos prêmios São Paulo de Literatura e Portugal Telecom de 2012. A obra, que narra a busca de um pai pela filha, é a reconstituição, com elementos ficcionais, da história da irmã do escritor, Ana Rosa Kucinsky, desaparecida durante a ditadura civil-militar brasileira, e da luta de seu pai para encontrá-la.
Ao receber o Prêmio Jornalístico Vladimir Herzog, em 2018, proferiu um discurso afirmando entender sua escolha "como um posicionamento coletivo de repúdio aos que pregam como proposta de governo a violação dos direitos humanos, mais do que homenagem a um indivíduo". 

## Obras
- Júlia, nos campos conflagrados do Senhor. São Paulo: Alameda, 2020.
- A Nova Ordem. São Paulo: Alameda, 2019.
- Pretérito Imperfeito. São Paulo: Companhia das Letras, 2017.
- Os Visitantes. São Paulo: Companhia das Letras, 2016.
- Alice Não mais que de repente. Rio de Janeiro: Rocco, 2014.
- Você vai voltar pra mim e outros contos. São Paulo: Cosac Naify, 2014.
- K. - Relato de uma Busca. São Paulo: Expressão Popular, 2011.
- Jornalismo econômico. São Paulo: Edusp, 1996.
- Jornalistas e Revolucionários. São Paulo: Edusp, 1991.
- O que são Multinacionais. São Paulo, 1991.
- Brazil Carnival of the opressed, Londres: Latina American Bureau, 1995.
- Pau de Arara, La Violence Militaire au Brésil, França: Cahiers Libres, 1971.
- Fome de Lucros, São Paulo: Brasiliense, 1977.
- The debt squads, Londres: Zed Books Ltd, 1988.
- A ditadura da dívida, São Paulo: Brasiliense, 1987.
- Jornalismo na era virtual, São Paulo: UNESP, 2005.
- Cartas ácidas da Campanha do Lula de 1998. São Paulo: Ateliê Editorial, 2000.
- Lula and the workers party in Brazil, Londres: Latin America Bureau, 2003.
- Brazil state and struggle. Londres: Latin America Bureau, 1982.
- A síndrome da antena parabólica, São Paulo: Editora Fundação Perseu Abramo, 1998.
- Abertura: a história de uma crise. Brasil Debates. Brasil Hoje, número 5. 1982.[10]